# Víctor I
Víctor I (Àfrica, ? - Roma, 198/199) va ser bisbe de Roma (189-198/199), considerat papa i sant per l'Església catòlica.
En 199 fou escollit per succeir Eleuteri I com a papa. Va ser el primer papa que parlà llatí i, segons sant Jeroni, el primer a escriure'l. Víctor també va ser el primer a tenir relacions amb la cort imperial romana. Màrcia, l'amant de l'emperador Còmode sembla que era cristiana. A través d'ella, el papa va aconseguir que s'alliberés molts presoners cristians de Sardenya, si bé no s'hi trobava Calixt, que havia estat empresonat anteriorment, poc després Víctor va obtenir-ne la llibertat. Calixt va tornar a Roma vers el 190. Tanmateix, la influència dels cristians va augmentar durant aquest període, van començar a ser emprats com oficials de la cort.
És considerat un dels papes més estrictes quant a la disciplina del clergat. Provà de reconduir el problema de la celebració de la Pasqua. Aquest conflicte ja s'havia iniciat entre el bisbe de Roma Anicet I i el d'Esmirna Policarp. El conflicte raïa en la diferència de dies de celebració entre els immigrants asiàtics arribats a Roma, que estaven acostumats a celebrar la Pasqua el 14 de nisan i la comunitat cristiana romana, que se celebra el primer diumenge després de la primera lluna plena de primavera. A més, es trobà amb grans resistències a l'Àsia Menor. Víctor va intentar que altres esglésies adoptessin el calendari romà: va enviar una carta al bisbe d'Efes Polícrates i va induir-lo a donar avís als altres bisbes de la província d'Àsia per tal de discutir el tema amb ell. La tasca encomanada va ser realitzada, però Polícrates va respondre al bisbe de Roma que el costum del dia 14 continuaria celebrant-se. Llavors Víctor va reunir els bisbes italians a Roma i va enviar cartes a altres bisbes de diferents districtes per tal que entre els bisbes de la mateixa província tractessin la problemàtica de la Pasqua i que li oferissin consell; les cartes van arribar des de Palestina, de la Gàl·lia, del Pont, etc. Totes les cartes afirmaven unànimement que la Pasqua s'observava el diumenge, igual que a Roma.
D'ençà de la resposta, Víctor actuà com a cap de la cristiandat i va ordenar als bisbes de l'Àsia Menor a abandonar el seu costum i acceptar la pràctica comuna del diumenge sota amenaça d'excomunió. Sobre aquest procés no hi ha més informació però resulta obvi que va ser efectiu perquè la pràctica del diumenge de Pasqua es va universalitzar gradualment. Tanmateix, probablement aquesta mesura també era dirigida contra els dissidents dins la mateixa Roma que havien emigrat des d'Àsia. Ireneu de Lió, entre altres bisbes, va criticar l'excessiva duresa en un afer que considera de poca importància, i va demanar que mantingués la pau i la unitat amb els bisbes d'Àsia.
Víctor I va morir a Roma patint martiri.